# Геворкян, Гамлет Амбакумович
Гамлет Амбакумович Геворкян (арм. Համլետ Համբակումի Գեւորգյան; 10 июля 1927, Эривань — 18 июня 2024, Ереван) — советский и армянский учёный-философ, доктор философских наук, профессор, член-корреспондент Академии наук Армянской ССР (1986), действительный член Академии наук Армении (1996). Директор Института философии, социологии и права НАН РА (1992—1996). Заслуженный деятель науки Республики Армения (2013).

## Биография
Родился 10 июля 1927 года в Эривани, Армянской ССР.
С 1945 по 1950 год обучался на философском факультете Ереванского государственного университета. С 1952 по 1956 год обучался в аспирантуре этого университета.
С 1956 года на научно-исследовательской работе в Института философии, социологии и права Академии наук Армянской ССР — Академии наук Армении в должностях: с 1956 по 1969 год — старший научный сотрудник и руководитель научной группы Сектора философии, с 1969 по 1992 год — заведующий отделом, с 1992 года — главный научный сотрудник и руководитель научной группы и одновременно с 1992 по 1996 год — директор этого института.
С 1962 по 1980 год помимо научной занимался и педагогической работой на философском факультете Ереванского государственного университета в качестве преподавателя и с 1972 года — профессора этого факультета.
Умер 18 июня 2024 года в возрасте 96 лет.

### Научно-педагогическая деятельность и вклад в науку
Основная научно-педагогическая деятельность Г. А. Геворкяна была связана с вопросами в области философии и логике, методологии гуманитарного знания и науки, занимался исследованиями в области методологических вопросов истории армянской философии, критическому анализу гносеологических учений восточной философии и гносеологической концепции в Западной философии к философии культуры и истории.
В 1956 году защитил кандидатскую диссертацию по теме: «Вероятное и достоверное знание», в 1971 году защитил докторскую диссертацию на соискание учёной степени доктор философских наук по теме: «Вероятное и достоверное знание». В 1972 году ВАК СССР ему было присвоено учёное звание профессор. В 1986 году он был избран член-корреспондентом Академии наук Армянской ССР, в 1996 году он был избран действительным членом НАН Армении.  Г. А. Геворкяном было написано более ста десяти научных работ и монографии.

## Основные труды
- Роль абстракции в познании. - Ереван, 1955. - 169 с.
- О роли абстракции в познании / Акад. наук Арм. ССР. Сектор философии. - Ереван : Изд-во АН Арм. ССР, 1957. - 169 с.
- Вероятное и достоверное знание / Акад. наук Арм. ССР. Сектор философии и права. - Ереван : Изд-во Акад. наук Арм. ССР, 1965. - 203 с.
- Философские вопросы логического анализа научного знания: Сборник статей / Под ред. Г. А. Геворкяна; АН Арм. ССР. Ин-т философии и права. - Ереван : Изд-во АН АрмССР, 1969. - 1 т.
- Вероятное и достоверное знание. - Ереван, 1970. - 420 с.
- Философия и методологические вопросы науки: [Сб. статей] / АН АрмССР, Ин-т философии и права ; Ред. кол.: Г.А. Геворкян (отв. ред.). - Ереван : Изд-во АН Арм. ССР, 1977. - 277 с.
- Очерк исторической методологии науки / Г. А. Геворкян; АН АрмССР, Ин-т философии и права. - Ереван : Изд-во АН АрмССР, 1987. - 167 с.
- Метод исторической реконструкции в истории науки : (История науки в контексте культуры) / [Г. А. Геворкян, О. А. Габриелян, Н. Л. Абрамян и др.; Отв. ред. Г. А. Геворкян]; АН Армении, Ин-т философии и права. - Ереван : Изд-во АН Армении, 1990. - 206 с. ISBN 5-8080-0020-3
- Национальная культура с точки зрения философии истории / Г. А. Геворкян; АН Армении. Ин-т философии и права. - Ереван : Изд-во АН Армении, 1992. - 109 c.
- Философия. Наука. Культура / Гамлет А. Геворкян ; Нац. акад. наук РА, Ин-т философии, социологии и права. - Ереван : Гитутюн, 2010. - 525 с. ISBN 978-5-8080-0828-1[8]